# Augustin de Lapeyrière
Jean-Joseph-Pierre-Augustin Lapeyrière dit Augustin Lapeyrière (puis de Lapeyrière), né le 28 août 1779 à Cahors et mort le 24 novembre 1831 à Gaillac, est un financier et collectionneur d'art français.
Augustin Lapeyrière, receveur général des finances du département de la Seine, posséda la plus grosse fortune particulière recensée pour la Restauration : ses biens étaient estimés à 11 400 000 francs-or. Il fut également un éminent collectionneur d'œuvres d'art.

## Biographie
En 1804, Jean-Louis Lapeyrière et son épouse, les parents d'Augustin, s'installèrent à Paris, rue de l'Université, à la suite de sa nomination à la recette générale des contributions du département de la Seine, après avoir été avocat au parlement de Toulouse, conseiller au présidial de Cahors, receveur du clergé de la province de Quercy (1780-1789). Jean-Louis Lapeyrière mena simultanément sa carrière de receveur général à des activités bancaires, comme la majorité des receveurs généraux de son époque, et poursuivre ses investissements immobiliers. Il avait été honoré par une ordonnance royale le nommant membre de la Légion d'honneur. Des lettres de noblesse furent accordées à Jean-Louis Lapeyrière par lettres patentes du 17 mars 1815, avec règlement d'armoiries : d'azur au sautoir d'or, accompagné en chef d'une épée en pal, en flancs, à dextre, d'une rose, à senestre, d'une étoile, et en pointe, d'un lévrier courant, le tout en argent. Son père était propriétaire du château de Croissy, du château de Canussel et du futur Palais épiscopal de Cahors. Augustin Lapeyrière est le neveu de Blaise Dubruel.
Augustin Lapeyrière suivit ses parents à Paris où il s'acquittait des diverses tâches relatives à la recette générale procurées par son père. Parallèlement, des personnes de son entourage lui accordaient leur confiance pour administrer leurs affaires, quittances, payements, courriers ou autres, tel que son beau-frère Jean-Baptiste Bessières, maréchal d'Empire (son frère Fabien-Sébastien-Jacques Lapeyrière, chef d'escadron et chevalier de l'Empire, en été également l'aide de camp), ainsi qu'Amable de Baudus, dont il était le chargé d'affaires. En 1810, Augustin Lapeyrière succéda à son père en tant que receveur général des contributions de la Seine. Sa nouvelle position lui assurait des revenus confortables.
La réussite professionnelle d'Augustin Lapeyrière l'avait poussé à s'installer à l’hôtel de Rohan-Montbazon à Paris, dans le souci d'affirmer son rang. Une formidable collection composée de tableaux des plus grands maîtres flamands, espagnols, italiens et français venaient agrémenter les murs de l'hôtel. Ils étaient visibles à tous ceux qui en avaient préalablement formulé la demande auprès du propriétaire, comme cela se faisait couramment à l'époque. À ces chefs-d'œuvre, il fallait ajouter un splendide ensemble mobilier réalisé par Jacob Desmalter et Bellangé pour le grand salon de l'hôtel, la grande chambre à coucher, le boudoir et le cabinet de travail de Lapeyrière. De nombreux objets d'art, marbres, petits bronzes et sculptures participaient au décor.
Il prend part à la fondation de la Caisse hypothécaire en 1818 et de plusieurs compagnies d'assurances (Compagnie royale d'assurances contre l'incendie, Compagnie royale d'assurances maritimes, Compagnie royale d'assurances sur la vie, Compagnie d'assurance mutuelle contre l'incendie dans les départements de la Seine et de la Seine-et-Oise, etc), dont il siège aux conseils d'administration.
En 1820, Lapeyrière acquiert l'hôtel Valentinois, rue Saint-Lazare, et finance la création de la Nouvelle Athènes. Les terrains situés au nord de la rue Saint-Lazare, entre les rues de La Rochefoucauld et des Martyrs étaient couverts de pépinières, de vignes et de champs. Sous la Restauration, les spéculateurs guettaient le quartier des Porcherons. Ils fondaient des sociétés immobilières, achetaient des propriétés, grandes et petites, regroupaient des parcelles, bâtissaient et aménageaient en vue de locations. Parmi eux, Lapeyrière, qui viabilisa les abords du vieux moulin de la Tour des Dames. Puis, avec son associé, l'architecte Constantin, il construisit sur les rues Blanche, Pigalle, La Tour des Dames, La Rochefoucauld, Saint-Lazare et Taitbout, le quartier qui sera nommé la Nouvelle Athènes.

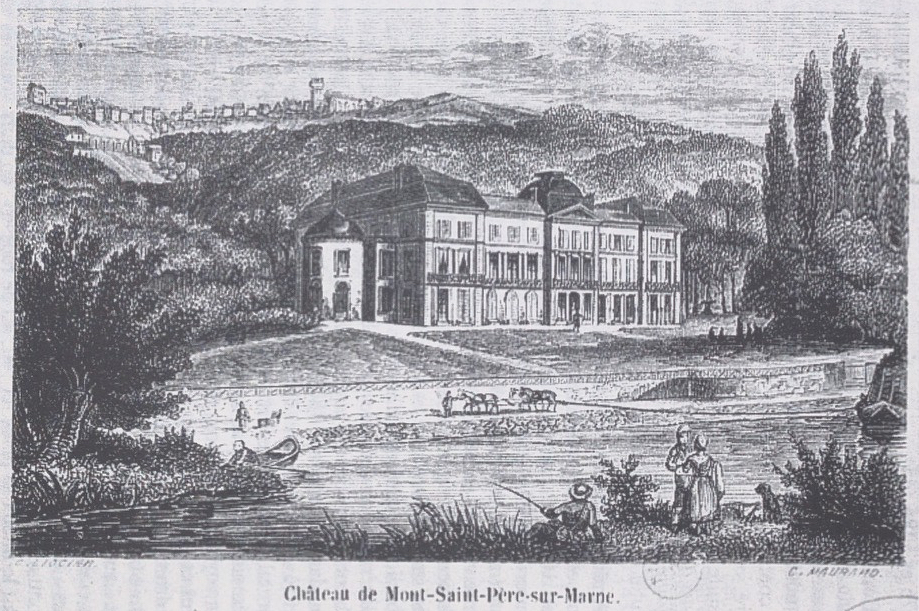
Le château de Mont-Saint-Père-sur-Marne.

Il acquiert cette même année 1820 le château de Mont-Saint-Père et son domaine de 750 hectares pour la somme de 625 000 francs, auquel il ajouta 500 000 francs de dépenses. Il s'agit d'une ancienne propriété de Joseph Pâris Duverney, de la famille Faventines de Fontenilles et de Claude Baudard de Saint-James.
Lapeyrière fait construire en 1826 les forges de Caussanus à Bruniquel, pour la fonte des minerais de fer de Penne et de Puycelsi, en remplacement de ses forges et hauts-fourneaux de Courbeval, qu'il acquiert de son beau-frère Jean-Baptiste Garrigou,. Les forges de Caussanus comprennent alors deux hauts fourneaux au charbon de bois, trois feux d'affinerie, deux laminoirs et deux fours à réverbère, trois halles à magasins de charbon, des ateliers, des logements d'ouvriers et la maison du directeur.
La folie des grandeurs d'Augustin Lapeyrière le conduisirent à sa perte. Ses nombreux investissements nécessitaient d'énormes capitaux, bientôt les dépenses dépassèrent ses prévisions au point qu'il fut criblé de dettes qu'il n'était pas en mesure d'amortir. Le contexte économique difficile vint s'ajouter à ses problèmes financiers. Cela se solda par une faillite retentissante de plus de neuf millions et demi de francs. Aujourd'hui encore, les circonstances exactes de la ruine de Lapeyrière demeurent obscures. La faillite de l'architecte Auguste Constantin, associé de Lapeyrière lors de la construction de la Nouvelle Athènes, apportait des éléments de réponse.

### Un grand collectionneur d'art
Augustin Lapeyrière était incontestablement un amateur d'art passionné. Malgré sa déconfiture, il conserva auprès de lui, jusqu'à sa mort, les quelques tableaux qu'il avait pu sauver des mains de ses créanciers, pour le remboursement desquels il dut vendre ou abandonner la majeure partie de sa magnifique collection de tableaux et objets d'art en 1825. L'achat d'œuvres d'art provenant d'illustres cabinets français et étrangers participait à la constitution de la collection d'Augustin Lapeyrière et à son prestige. Il constitua sa collection rapidement entre les années 1810 et 1817 et n'eut de cesse de la faire évoluer au gré de ses  désirs jusqu'en 1823, date à laquelle la faillite eut raison de sa collection.
Le catalogue de la vente de 1825 d'Augustin Lapeyrière dévoilait aux amateurs une collection de peinture d'une ampleur et d'une richesse considérable.
Le schéma de la composition de la collection témoigne de la constance du goût d'Augustin Lapeyrière pour les écoles flamandes et hollandaises du XVIIe siècle, pour la peinture française, la peinture espagnole et la peinture italienne, par ordre décroissant d’importance. Lapeyrière était toujours aussi épris des paysages « italianisants » de Jan Both. On remarque un Paysage hivernal, conservé au Philadelphia Museum of Art de Jacob van Ruisdael. Lapeyrière continuait d'apprécier les scènes de genre hollandaises, séduit par le raffinement, la minutie, les jeux de lumières et le brillant de ces peintures, citons entre autres, La peseuse d'argent de Gabriel Metsu, anciennement dans la collection Knoedler à New York, une Scène familière de Jan Steen et deux tableaux de Ter Borch représentant des jeunes femmes à leur toilette. On remarquait quelques intérieurs d'église, tel celui de Hendrick van der Vliet, conservé au musée des beaux-arts de Rouen. Lapeyrière affectionnait particulièrement les œuvres de Paul Potter, dont le fameux pâturage, racheté en 1817, qu'il dut se résoudre à vendre désormais augmentées par une scène pastorale, conservée à la Manchester Art Gallery et un Jeune cheval dans un parc qui évoque immanquablement le Cheval Pie conservé au musée du Louvre. Les sujets religieux occupèrent une place plus affirmée dans la collection Lapeyrière, citons La Sainte Famille de Rubens, conservée à la Wallace Collection, L'Apothéose de la Vierge de Van Dyck, La Tentation de Saint Antoine de David Téniers qui s'approche d'un tableau, conservé à la Gemäldegalerie de Dresde, La Vierge en prière sur des nuages d'Adriaen van der Werff ou la Prédilection de Saint Jean-Baptiste dans le désert de Bloemaert. Certains maîtres furent boudés par Lapeyrière, comme Wouwermans qui en 1817 avait ses faveurs, seule une Partie de chasse figurait dans la collection. Inversement, Karel Dujardin resté discret à la vente précédente était désormais représenté par quatre tableaux dont le Maréchal Ferrant qui avait appartenu à Lenoir du Breuil. Augustin Lapeyrière aimait toujours les œuvres de Rembrandt, parmi lesquelles Lucrèce, actuellement à la National Gallery of Art de Washington. Enfin, il faut signaler le cycle des Quatre saisons de David Téniers, remporté par l'Anglais Emerson pour 30 000 francs, conservé au Noordbrabants Museum (nl) à Bois-le-Duc. Téniers devint l'un des artistes favoris de Lapeyrière, car à La Tentation de Saint-Antoine et aux Quatre saisons il fallait ajouter deux Kermesses et un Intérieur de Corps-de-Garde.
Le catalogue dévoilait également l'évolution du goût d'Augustin Lapeyrière : la peinture française du XVIIe siècle. Les six tableaux de Claude Gellée (1600-1682) occupaient une place prépondérante au sein de la collection. On pouvait ainsi y admirer un Paysage avec un gardien de troupeau conservé à la National Gallery de Washington, La Chasse d’Énée, actuellement aux musées royaux des beaux-arts de Bruxelles, l'un des plus fameux épisodes de l'Énéide, Énée et la Sibylle de Cumes descendant aux Enfers, le tableau aujourd'hui perdu, mais il subsiste deux dessins très finis, conservés au Louvre et au Norton Simon Museum of Art de Pasadena, Le Parnasse avec Minerve rendant visite au Muses conservé à la Cummer Gallery of Art et deux autres paysages.
Lapeyrière possédait deux tableaux du rival de Salvator Rosa, Jacques Courtois dit le Borgognone (1621-1676), une Bataille et un Choc de cavalerie, et une étude de la Vierge de Charles Le Brun. Le classicisme de Nicolas Poussin (1594-1665) séduisait également Augustin Lapeyrière qui collectionna trois œuvres de ce maître, dont l'Adoration du Veau d'or, qui s'approche d'un tableau de Poussin aujourd'hui perdu mais dont il subsiste une copie d'Andrea di Lione au San Francisco De Young Museum. Enfin, un tableau de Jean-Baptiste Greuze venait rompre cette hégémonie des peintres du XVIIe siècle, représentant Egine visitée par Jupiter, exécuté dans les années 1767-1769 et conservé au Metropolitan Museum of Art.
L'école espagnole était toujours aussi goûtée et même davantage, les tableaux de Murillo et Vélasquez la représentaient ainsi qu'un tableau votif de Claudio Coello. Les amateurs avaient le choix entre trois tableaux de Murillo, du moins le croyaient-ils. Parmi un Paysage pastoral et Jésus avec deux de ses disciples, se trouvait Jacob et Rachel au puits de Francisco Antolínez (1644-1700), conservé au musée d'art d'El Paso, décrit comme un "Autre Paysage pastoral" de Murillo. Lapeyrière accordait sa préférence à Vélasquez dont il possédait cinq portraits, parmi lesquels celui de Philippe IV d'Espagne, en chasseur, aujourd’hui attribué à l'atelier de Vélasquez, conservé au musée Goya à Castres. Ce portrait est, avec quelques variantes, une réplique du Philippe IV à la chasse du musée du Prado de Madrid, peint par Vélasquez en 1632-1636 pour orner le relais de chasse de la Torre de la Parada près de Madrid. Le tableau de Lapeyrière était une réplique de Vélasquez de même qu'un second portrait de Philippe IV, la main droite sur le pommeau de son épée, proche de celui, conservé au Prado, ainsi que le portrait du duc d'Olivares, adjugés respectivement 7 920 et 11 520 francs à Delahante via les collections du roi des Pays-Bas. En effet, ces deux portraits se retrouvèrent dispersés lors de la vente des biens de Guillaume II des Pays-Bas, en 1850, avec la mention « Ils viennent de la vente Lapeyrière. » Il faut également signaler le portrait d'un jeune garçon chargeant son fusil de Vélasquez, rapporté par le marchand Lebrun à son retour d'Espagne et qui le fit graver en 1809 dans son Recueil de gravures au trait sous le titre Jeune Garçon à la chasse.
La présence de cinquante six tableaux de l'école italienne créa la surprise, car ils étaient jusque-là absents des catalogues de ventes précédents. Lapeyrière s'évertua à rassembler quelques-uns des plus grands chef-d'œuvre de la peinture italienne dont nous ne pouvons faire ici l'exégèse. Nous souhaitons simplement citer quelques tableaux afin de donner un aperçu de cette vaste collection formée rapidement, environ en sept années, par Lapeyrière. Il porta son choix sur de nombreux tableaux traitant de sujets religieux, tels que la Cène de L'Albane (1578-1660), très proche d'un tableau actuellement conservé dans une collection privée anglaise, la Sainte Famille entourée de sainte Élisabeth et de l'enfant Saint Jean-Baptiste, aussi de L'Albane, qui évoque celle de la collection Sampieri à Bologne, une Vierge à l'Enfant d'Andrea del Sarto adjugée 45 100 francs au banquier Laffitte, une Madeleine en prière d'Annibal Carrache, la Vierge à la corbeille, du Corrège conservée à la National Gallery de Londres et adjugée 80 000 francs, l'Ange Gabriel en pendant à la Vierge Marie de Carlo Dolci (1616-1686), acquis 14 220 francs par James de Rothschild et aujourd'hui au Louvre, une Vierge à l'enfant de Léonard de Vinci ou encore la Vierge et l'enfant entouré de deux anges, de Sainte Rose et Sainte Catherine du Pérugin, conservée au musée du Louvre. On pouvait aussi admirer des sujets inspirés de la mythologie, tels le Jugement de Pâris du Parmesan, l'Enfance de Jupiter de Jules Romain, l'Amour du Guerchin.

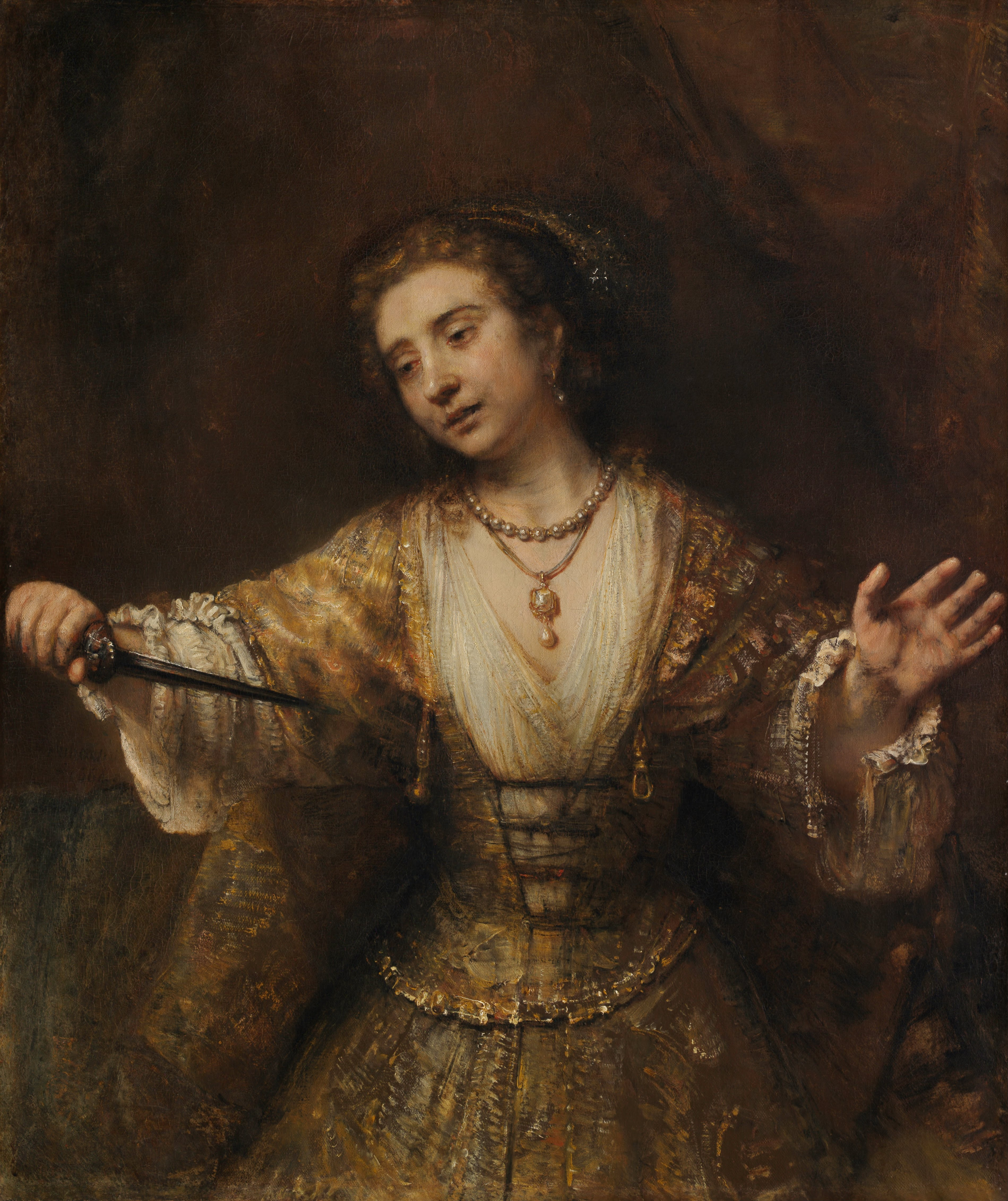
Le Suicide de Lucrèce (Rembrandt)
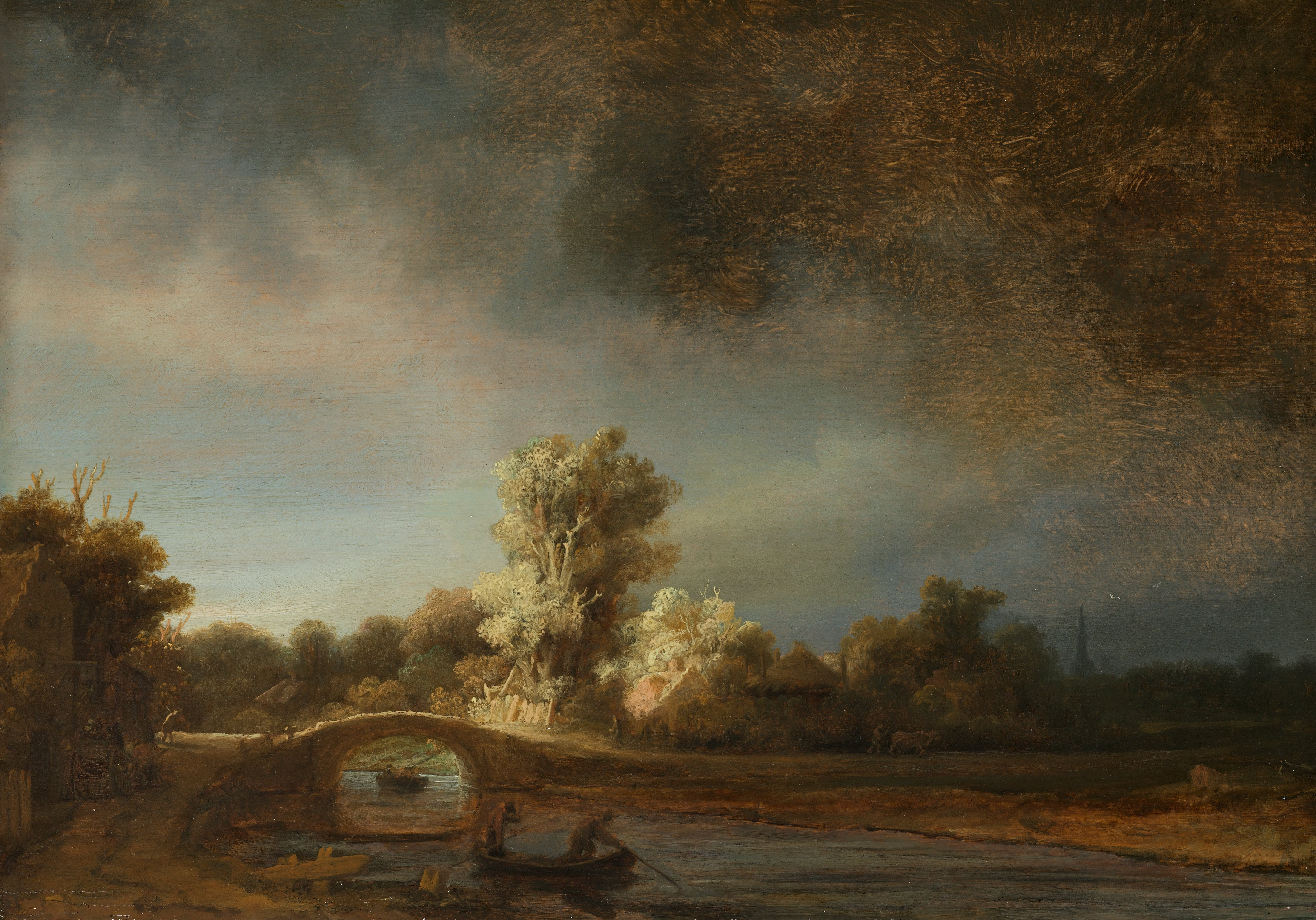
The Stone Bridge (en) (Rembrandt)
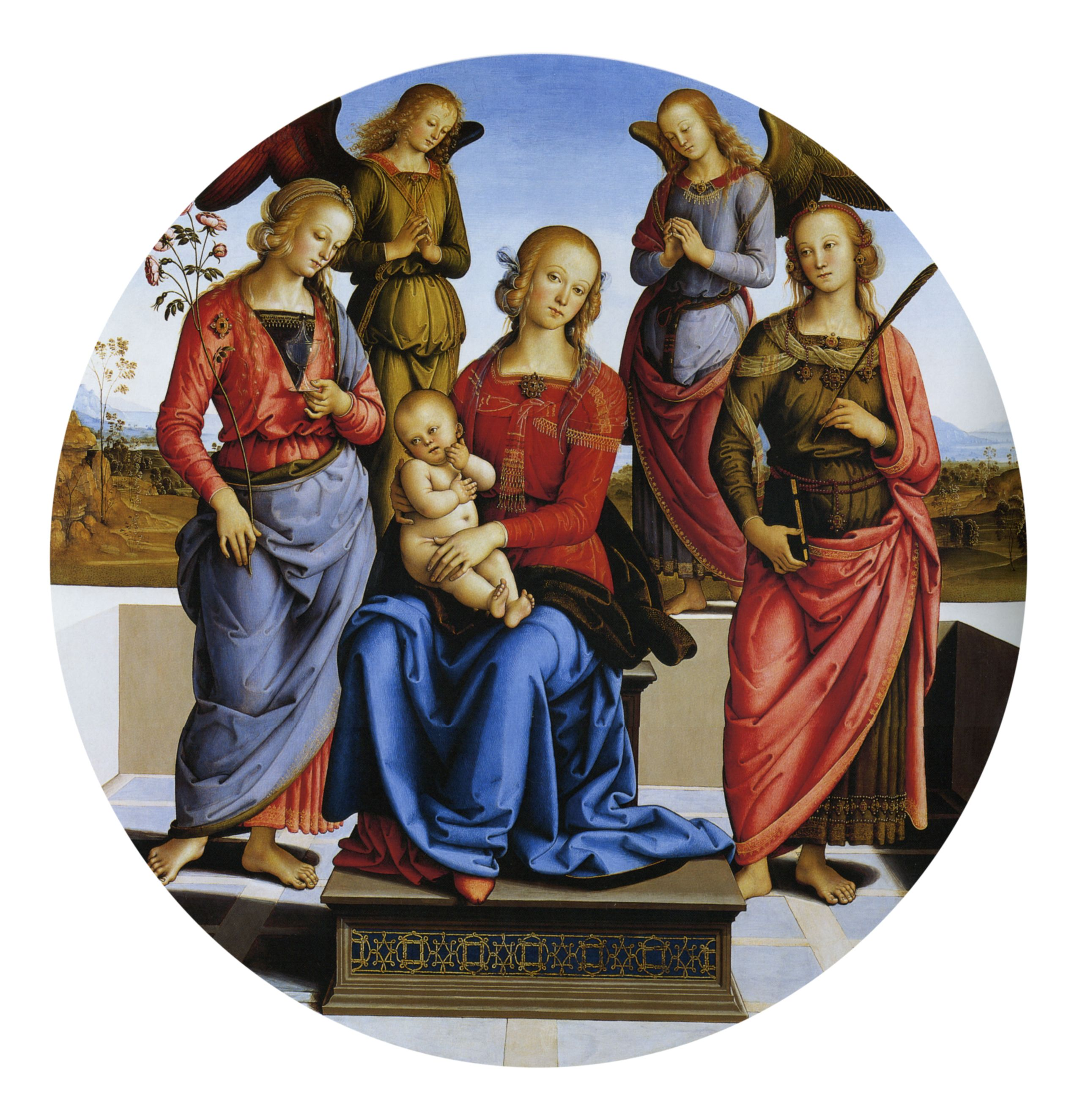
La Vierge et l'Enfant entourés de deux anges, sainte Rose et sainte Catherine (Le Pérugin et Andrea Aloigi)
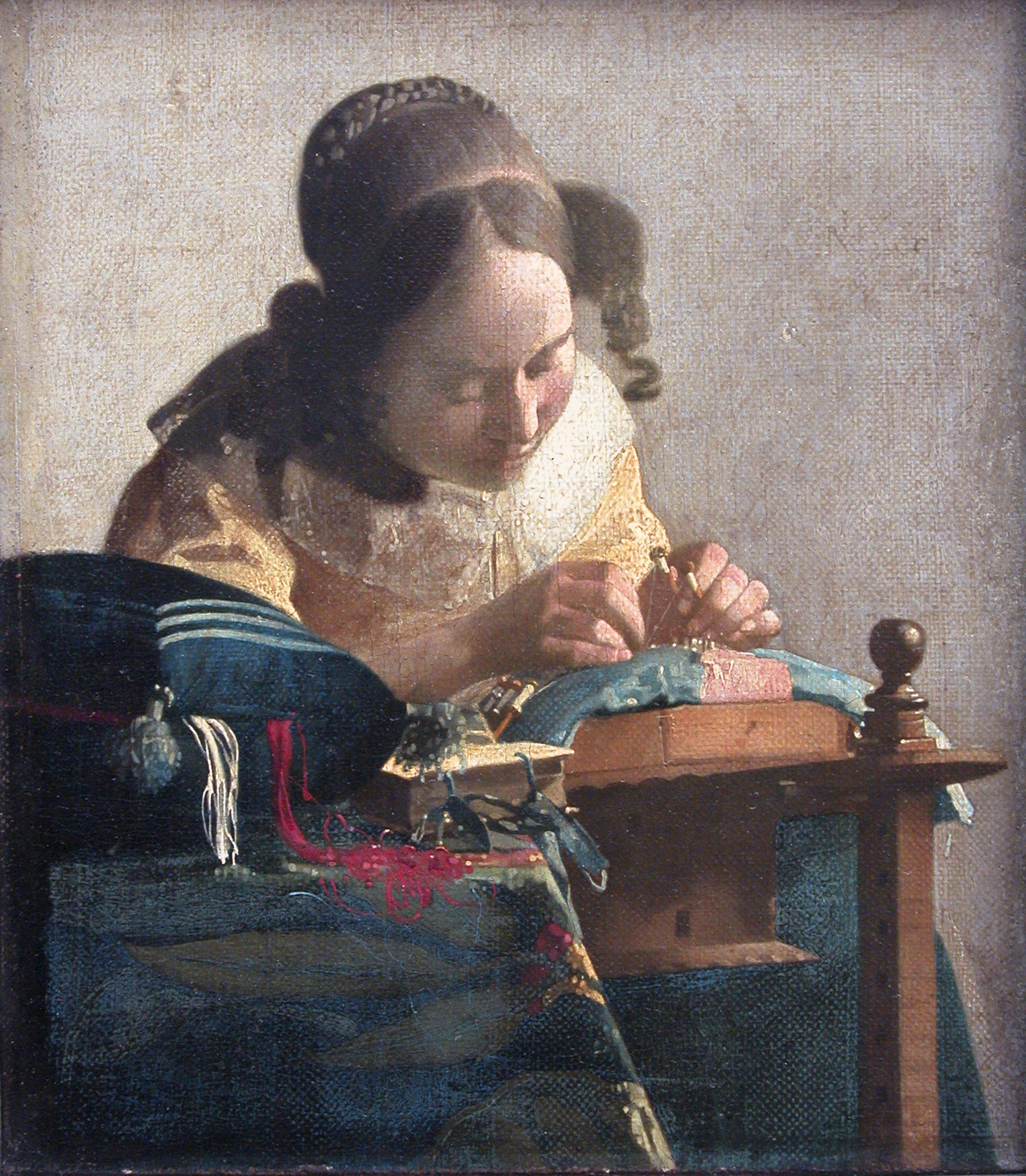
La Dentellière (Johannes Vermeer)
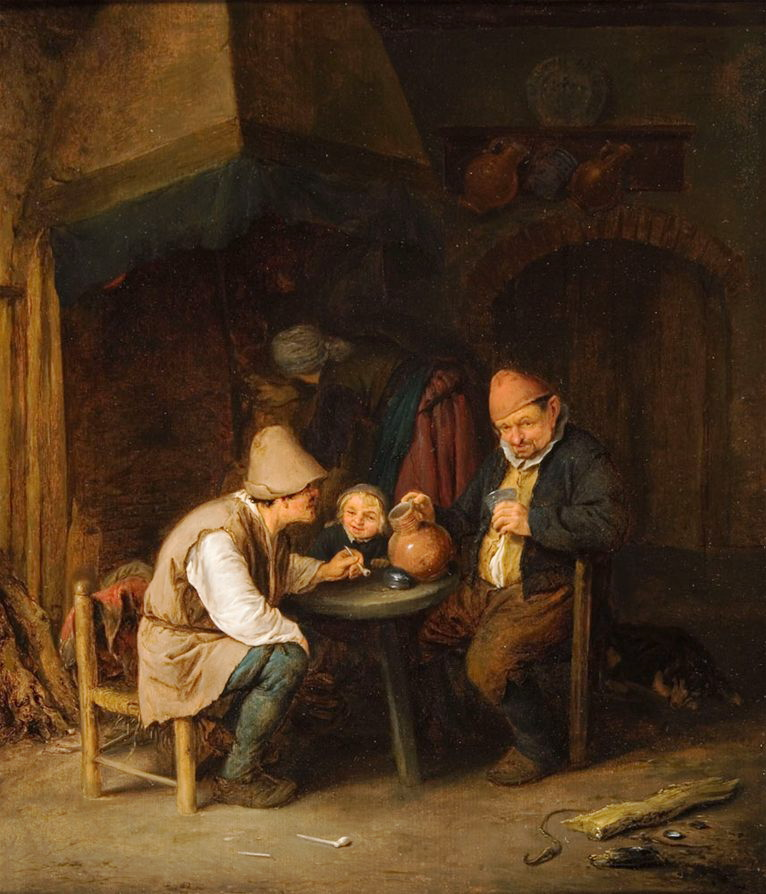
A Peasant Family in an Interior (Adriaen van Ostade
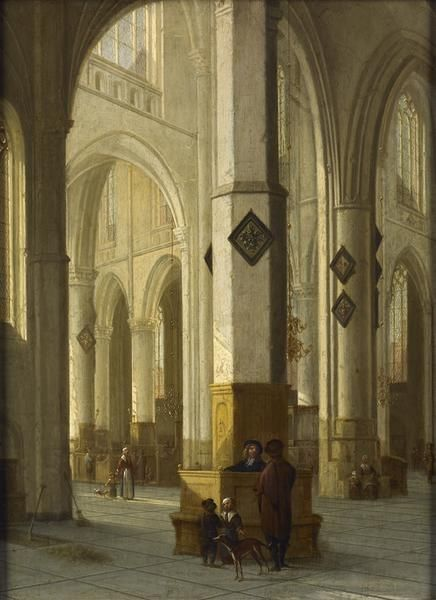
Intérieur d'église (Hendrick Cornelisz. van Vliet)

Augustin Lapeyrière s'adonnait à la collection de petits bronzes, adhérant pleinement au goût nouveau pour l'art du petit bronze qui redevenait à la mode sous la Restauration.
Les réductions d'antiques avaient laissé place aux héros de la mythologie gréco-romaine, à l'exception d'un Taureau provenant de la collection Lenoir du Breuil, dispersée en 1821. Le goût de Lapeyrière s'accommodait ainsi de celui de ses contemporains. En effet, on trouvait abondamment des bustes d'empereurs et de philosophes, des bustes et statues équestres de Louis XIV et Henri IV, des Vénus, des Antinoüs, des Gladiateurs, des Moïses d'après Michel-Ange, des enfants, d'après Duquesnoy, chez l'ensemble des marchands parisiens. La collection se distinguait par l'exceptionnel ensemble de six grands médaillons en bronze du XVIIe siècle provenant des lanternes de la place de Victoires. La création de la place des Victoires fut décidée le 22 avril 1682 afin d'honorer le monument pédestre en bronze de Louis XIV de Desjardins, posé sur un piédestal ayant à ses angles quatre esclaves personnifiant l'Espagne, la Hollande, l'Allemagne et la Turquie vaincues, commissionné en 1681 par le maréchal-duc François III d'Aubusson. On commanda vingt quatre médaillons destinés à être suspendus par des guirlandes de feuilles de chêne et de lauriers aux six lanternes éclairant la Place, qui devaient représenter en reliefs les divers évènements remarquables de la vie du Roi Soleil, sur les dessins de Mignard. Ils furent exécutés par Jean Arnould sous la direction de Desjardins et fondus par Pierre Le Nègre vers 1685. Seuls douze médaillons furent achevés, et à la mort du duc de La Feuillade, ses héritiers obtinrent l'autorisation de détruire ces lanternes qui présentaient un coût considérable à la famille. Sur les douze médaillons, un manque, cinq autres furent mis en vente pendant la Révolution et acquis par George III, actuellement au musée du Louvre, et les six restants appartenaient à Augustin Lapeyrière. Quelques sculptures de marbre, de terre cuite et d'ivoire complétaient la collection de petits bronzes. Il faut toutefois noter deux exceptionnelles Prince et princesse d'Éthiopie, figures de grandeur presque naturelle, dont les diverses parties sont de marbre, d'albâtre et de métaux dorés". Il s'agit du couple royal de Nègres, récemment passé en vente chez Christie's lors de la dispersion de la collection Champalimaud, qui avait auparavant figuré dans les collections de la famille de Pomereu, depuis le dernier quart du XIXe siècle.
Parmi les nombreux objets d’art de sa collection, il faut citer une « grande et riche monture de pendule garnie de son socle, l'un et l'autre à formes chantournées, mêlées de coquillages. Deux figures, Diane et Apollon, sont posées sur le devant du socle ; en haut de la caisse est un zéphir représenté dans l'action de voltiger. Hauteur y compris du socle, 4 pieds. Ce morceau très important dans son espèce, est du fameux Gaffieri ». On reconnaît dans cette description la pendule monumentale en bronze doré des collections du duc de Buccleuch au château de Boughton House, portant la signature « Caffiéri fecit » qui authentifiait les œuvres de Jacques Caffieri (1678-1755).
La dispersion des biens de 1825 permet de saisir l'ampleur du luxueux mobilier qui garnissait l'hôtel de Rohan-Montbazon d'Augustin Lapeyrière, où l'éclectisme était roi : un cabinet en ébène attribué à Pierre Gole (1620-1685), réalisé vers 1650 et actuellement conservé au Rijksmuseum à Amsterdam, une commode présentant une décoration exceptionnelle de panneaux en pietra dura dont certains en haut-relief de Martin Carlin (1730-1785), aujourd'hui conservée au palais de Buckingham, la « commode de la duchesse de Pompadour » qui est une commode en console en laque du Japon de René Dubois (1737-1798, maître en 1755), qui continua d'utiliser l'estampille de son père après le mort de ce dernier en 1763, conservée à la Wallace Collection, un secrétaire en cabinet à plaques de porcelaine fond bleu lapis dans lesquelles s'insère un tableau de fruits, deux longues cariatides en bronze doré enrichissent les angles de ce meuble, attribué à Alexandre-Louis Bellangé et anciennement conservé au J. Paul Getty Museum. En amateur d’art averti, Lapeyrière était intimement lié au développement du goût néo-Louis XVI qui connaîtra un grand succès tout au long du XIXe siècle.

### Vie familiale

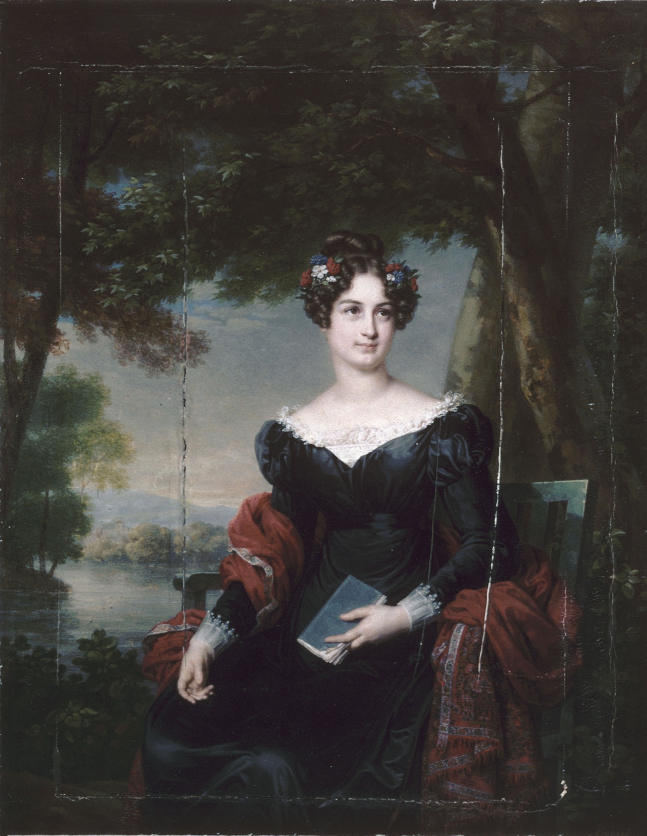
Daniel Saint, Portrait d'Élise-Cécile Cardon, épouse d'Augustin de Lapeyrière

Augustin Lapeyrière épousa Élise-Cécile Cardon, fille de Jean-Bernard Cardon, manufacturier de tabacs, maire de Romainville et conseiller général de la Seine, et d'Adélaïde Sivert. Son épouse est la belle-sœur d'Auguste Charles Lebrun de Plaisance et de Denis-Simon Caroillon de Vandeul. Ils eurent quatre enfants :
- Oscar (1812-), inspecteur des finances, payeur général de la Mayenne[6] ;
- Gustave (1817-1861), directeur général de la Compagnie des chemins de fer du Sud de l'Autriche, administrateur de la Compagnie du Grand-Central, marié en 1849 à Louise-Agathe-Amélie Gondouin, fille du notaire parisien Charles-Constantin Gondouin et de Thérèse Clarmont ; Mlle Gondouin était la nièce de Jérôme Pichon, d'Henry Goüin et d'Antoine-Gabriel Christin, ainsi que la cousine germaine d'Édouard Phillips ;
  - Anatole (1850-), financier, camérier du pape[7], propriétaire du château Kremsegg (de).
  - Hélène (1852-1911), religieuse, oblates de Sainte Françoise Romaine.
  - Fabien (1858-1924), sous-inspecteur de la Compagnie des chemins de fer Bône-Guelma
- Fabien-Sébastien-Jacques-Henri (1823-1876), capitaine au 1er régiment des voltigeurs de la Garde, chevalier de la Légion d'honneur, marié à Clorinde Pinard ;
- Euphémie (1825-1897), mariée au baron Alfred-Jean-Charles-Henry Rabusson (1812-1879), militaire et homme de lettres, fils du général-baron Jean Rabusson et nièce du gouverneur Louis Pujol et du peintre Horace Vernet. D'où Henry Rabusson ;
  - Henry Rabusson (1850-1922), homme de lettres.
- Rose Mathilde, épouse d'Edmé Henry Amédée Fleury, conseiller de préfecture au Mans, sous-préfet de Muret